# Tradescantia crassifolia
Tradescantia crassifolia är en himmelsblomsväxtart som beskrevs av Antonio José Cavanilles. Tradescantia crassifolia ingår i släktet båtblommor, och familjen himmelsblomsväxter.

## Underarter
Arten delas in i följande underarter:
- T. c. acaulis
- T. c. crassifolia